# الزوينات (فرجان احمارة)
الزوينات هو دُوَّار يقع بجماعة أهديل، إقليم شيشاوة، جهة مراكش آسفي في المملكة المغربية. ينتمي الدوّار لمشيخة فرجان احمارة التي تضم 24 دوار. يقدر عدد سكانه بـ 1195 نسمة حسب الإحصاء الرسمي للسكان والسكنى لسنة 2004.

## روابط خارجية
- البوابة الوطنية للجماعات الترابية
- المندوبية السامية للتخطيط